# Drežnica (Slovenië)
Drežnica (Duits: Dreschenz) is een plaats in Slovenië en maakt deel uit van de gemeente Kobarid in de NUTS-3-regio Goriška. De plaats telde 235 inwoners op 1 januari 2020.

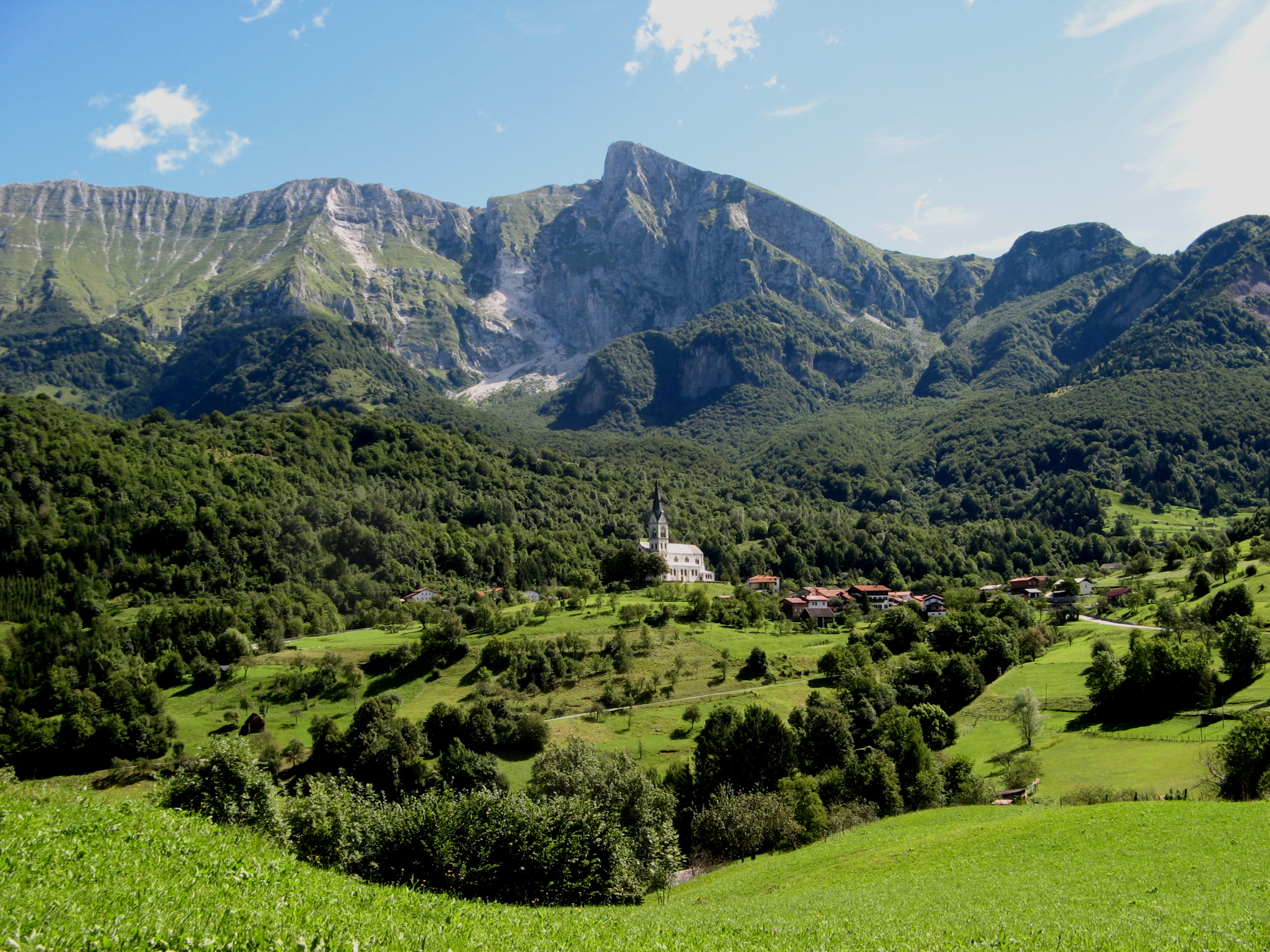
Drežnica